# چارلی و بوتس
چارلی و بوتس (انگلیسی: Charlie & Boots) فیلمی در ژانر کمدی به کارگردانی دین مورفی است که در سال ۲۰۰۹ منتشر شد. از بازیگران آن می‌توان به پل هوگان، شین جاکوبسون و مورگان گریفین اشاره کرد.

## خلاصه فیلم
یک پدر و پسر که برای رسیدن به آرزوی همیشگی خود به شمالی ترین نقطه ی استرالیا سفر می کنند در طی مسیر هوس ماجراجویی میکنند...

## بازیگران
- پل هوگان در نقش چارلی مک فارلند
- شین جاکوبسون در نقش بوتس مک فارلند
- مورگان گریفین در نقش جس